# Turmac

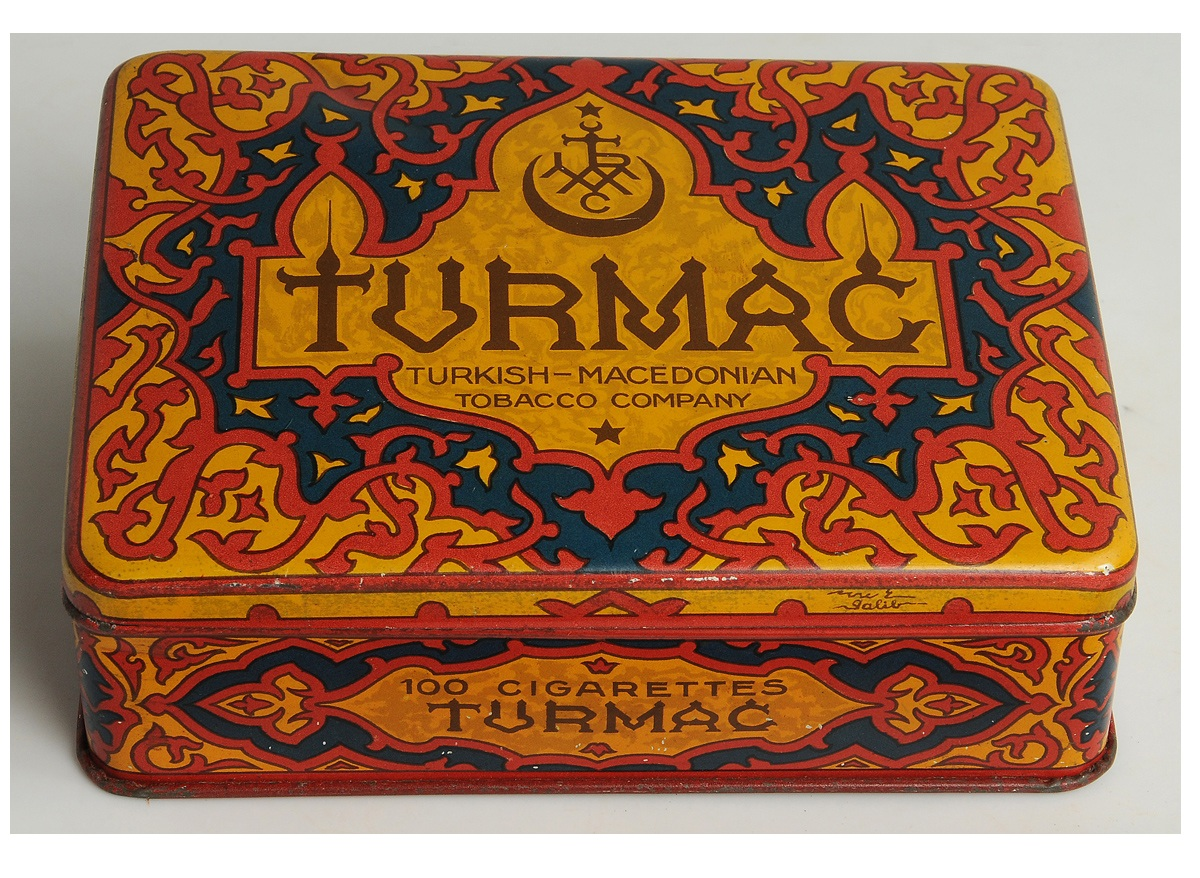
Doosje Turmac-sigaretten

Turmac (Turkish Macedonian Tobacco Company) was een tabaksfabriek die tussen 1920 en 2008 in de Nederlandse plaats Zevenaar actief was.

## Geschiedenis
Rond 1920 startten Willem Carel Buschhammer en Kiazim Emin Bey een nieuwe tabaksfabriek in Zevenaar. Ze importeerden tabak uit Turkije en Macedonië, en de afkorting daarvan werd de fabrieksnaam: Turmac. Zowel de eerste tabaksschuur als de latere in beton uitgevoerde hoofdgebouw en loodsen zijn in de jaren tien en twintig van de 20e eeuw ontworpen door de Zevenaarse architect H.A. Rutten. Turmac gaf veel aandacht aan de verpakking en de reclame: bijzondere sigarettendozen in oosterse stijl (deels nog te bewonderen in het Historisch Museum Deventer) en boekjesuitgaven met vlaggen uit de hele wereld.
Na de oorlog werd Old Mac een populair merk van Turmac (reclameslogan: altijd trek in een Old Mac). In 1952 werd een nieuw gebouw neergezet, van de architecten W.S. van de Erve en Marten Zwaagstra. Daarbij werd met name voor het licht een nogal aparte oplossing gekozen. Men vond dat kunstlicht beter zou zijn dan daglicht, omdat daarmee het aantal absentiedagen en ongelukken zou afnemen. Het Directoraat-Generaal van de Arbeid verleende daarom vrijstelling om de fabriek te voorzien van “een 2000-tal tl-lampen van 40 watt, welke zo geplaatst zijn, dat ze niet verblinden”. Het gebouw werd in 2007 door minister Plasterk op de lijst van beeldbepalende naoorlogse monumenten gezet, de zogeheten Top 100 Nederlandse monumenten 1940-1958. In 2013 werd bekend dat de fabriek geen rijksmonument zou worden.

### Havezaten
Turmac kocht in 1941 de naastgelegen havezate Swanepol. EInd jaren 40 werd deze afgebroken ten behoeve van fabrieksuitbreidingen. In 1974 werd de havezate Mathena gekocht, waarbij de tuinen werden gebruikt om nieuwe gebouwen neer te zetten; het huis zelf werd eerst verhuurd als gezinsvervangend tehuis, en van 1981 tot 2010 was het Liemers Museum er gevestigd. Hierna werd Mathena verkocht.

### Neergang en sluiting
De verkopen van Turmac liepen in de jaren vijftig terug en de laatste Turmac-sigaretten rolden in 1960 van de band. De fabriek ging voor andere fabrikanten voor de Europese markt onder licentie produceren: eerst voor Rothmans, later voor de British American Tobacco Manufacturing Company (BAT). De fabriek werd in 2008 gesloten.

## Gemeentehuis en Turmac Cultuurfabriek
In september 2013 gaf de gemeenteraad van Zevenaar aan dat het nieuwe gemeentehuis in de voormalige sigarettenfabriek werd ondergebracht. 
In productiehal HAL 12 zijn onder ander de bibliotheek, Museum Liemers - Kunstwerk!, Grandcafé HAL 12 en het filmhuis Zevenaar met twee zalen gevestigd. Ook het Streekarchivariaat De Liemers en Doesburg heeft een archieflocatie in dit gebouw, dat in 2020 de naam Turmac Cultuurfabriek kreeg. 
In 2019 zijn verder met uitzondering van gebouw 15 en gebouw 24 de andere gebouwen gesloopt om plaats te maken voor huizenbouw. 

## Afbeeldingen

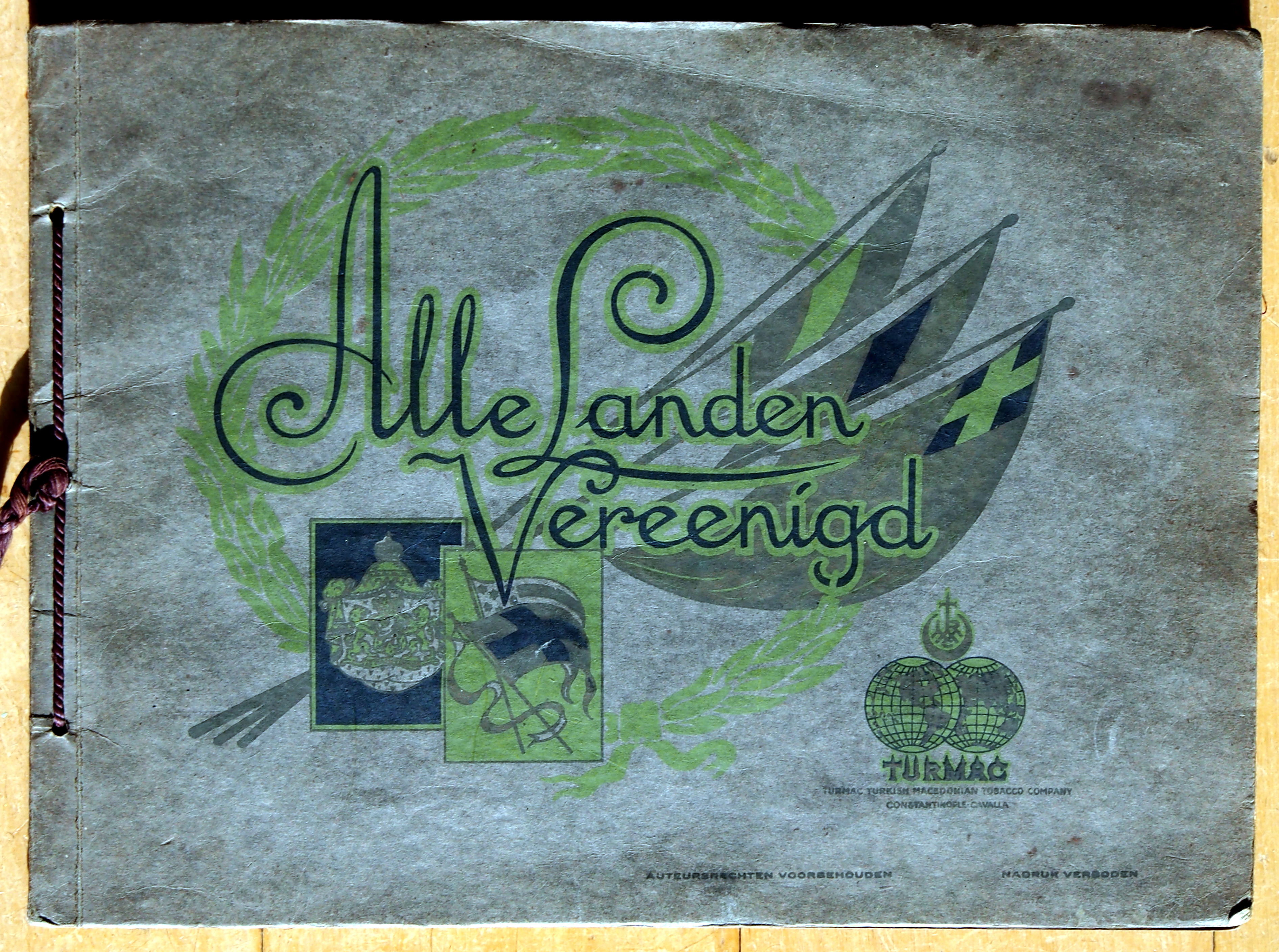
Uitgave van Turmac (jaar onbekend)
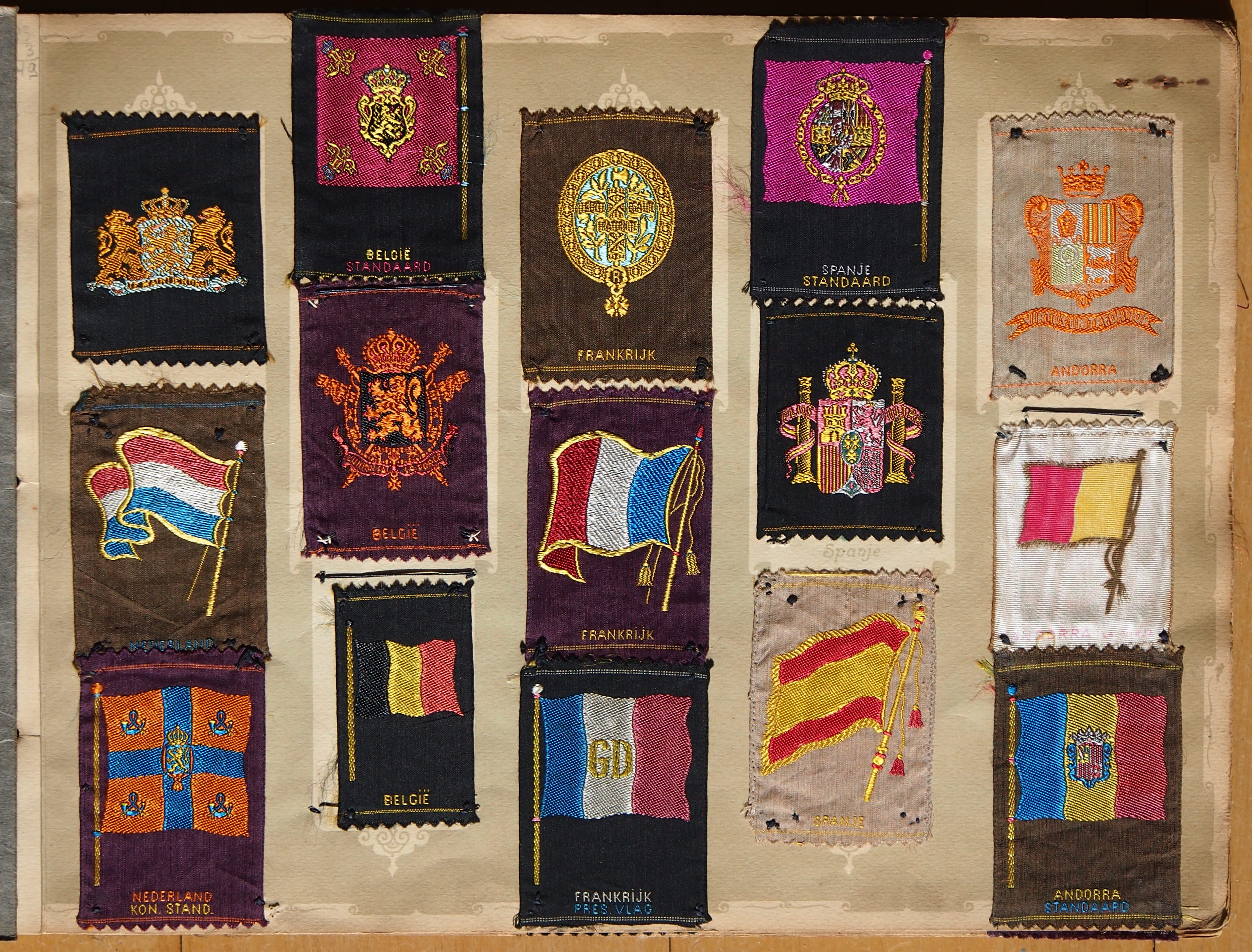
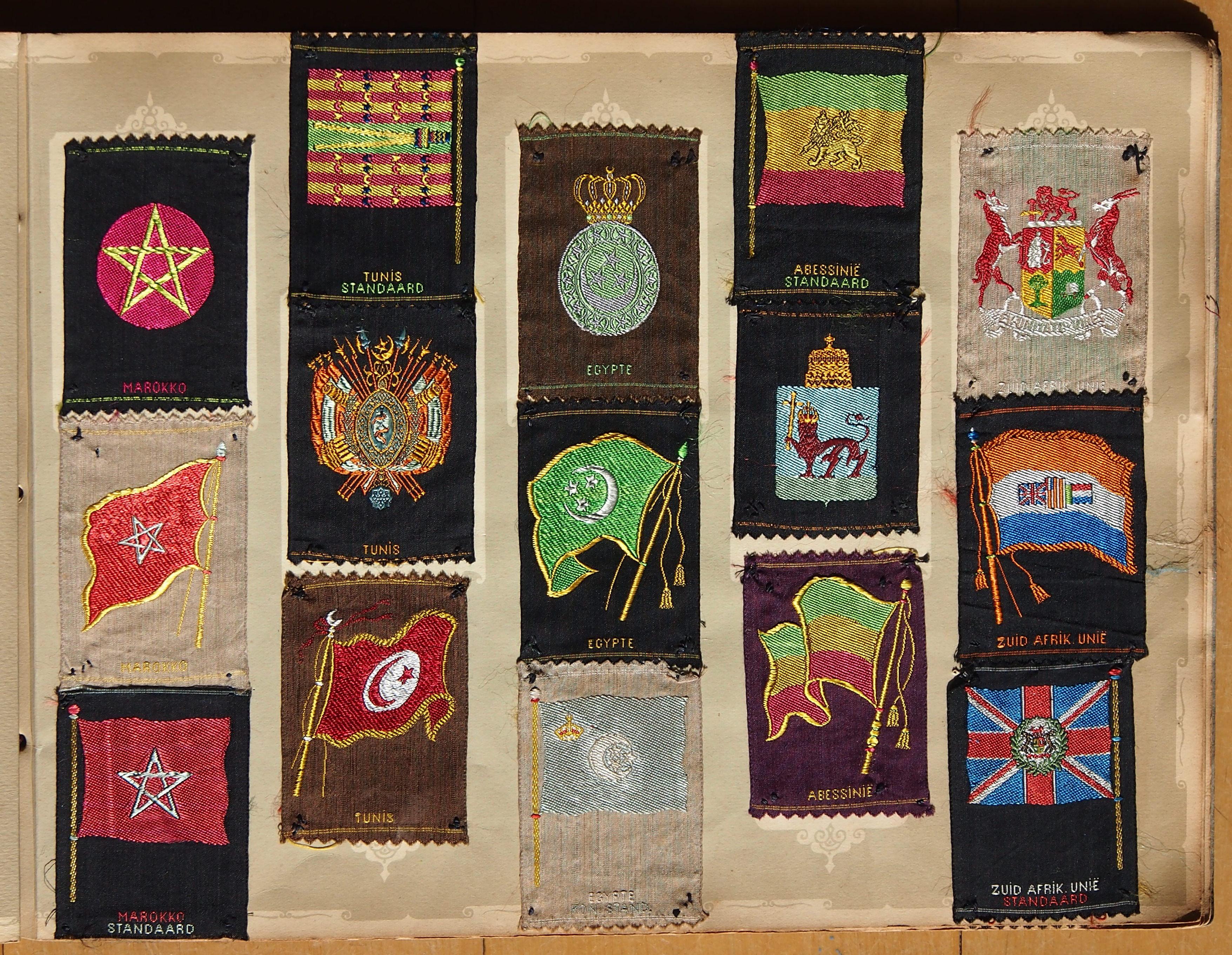
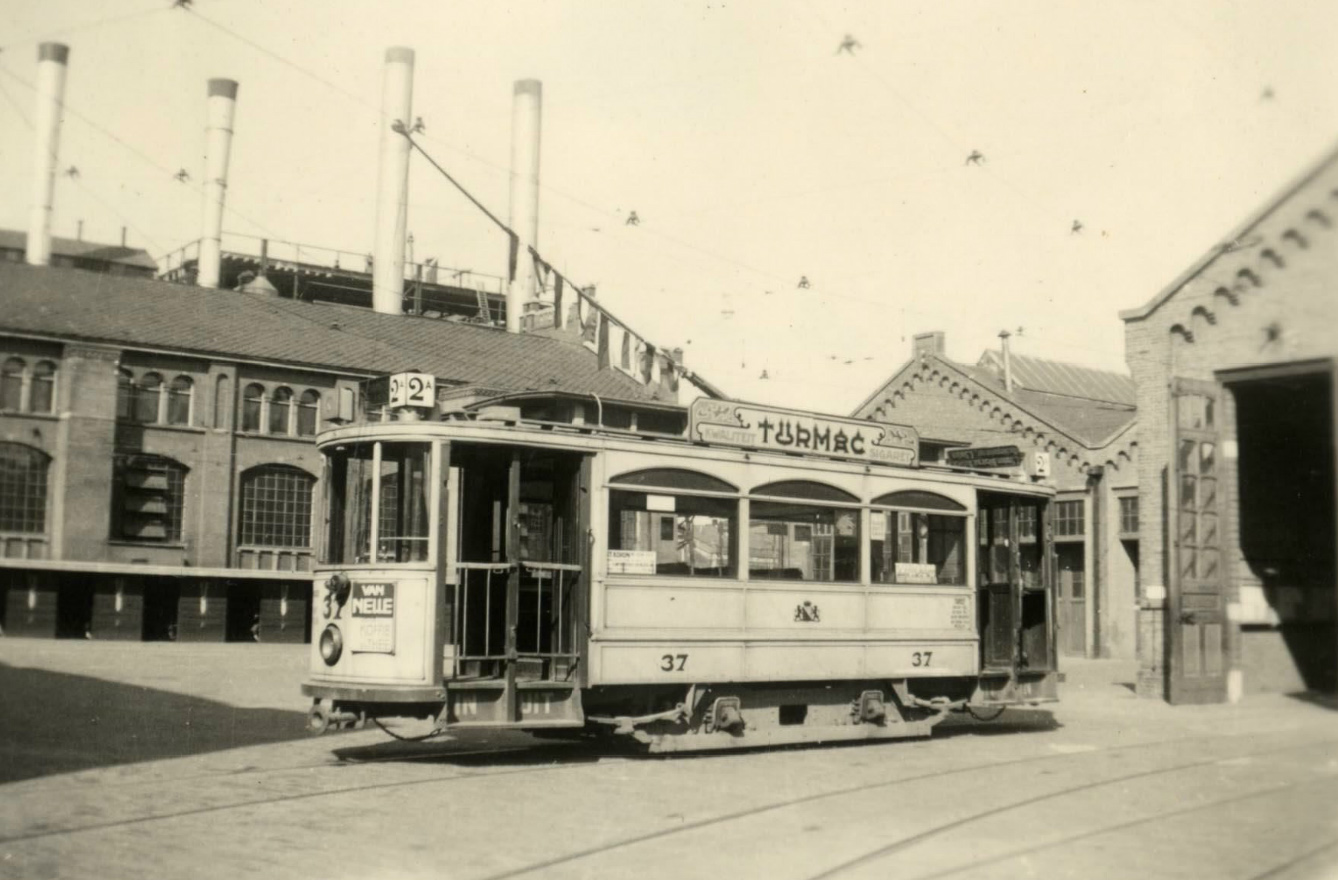
Turmac-reclame op een Utrechtse tram (1938)
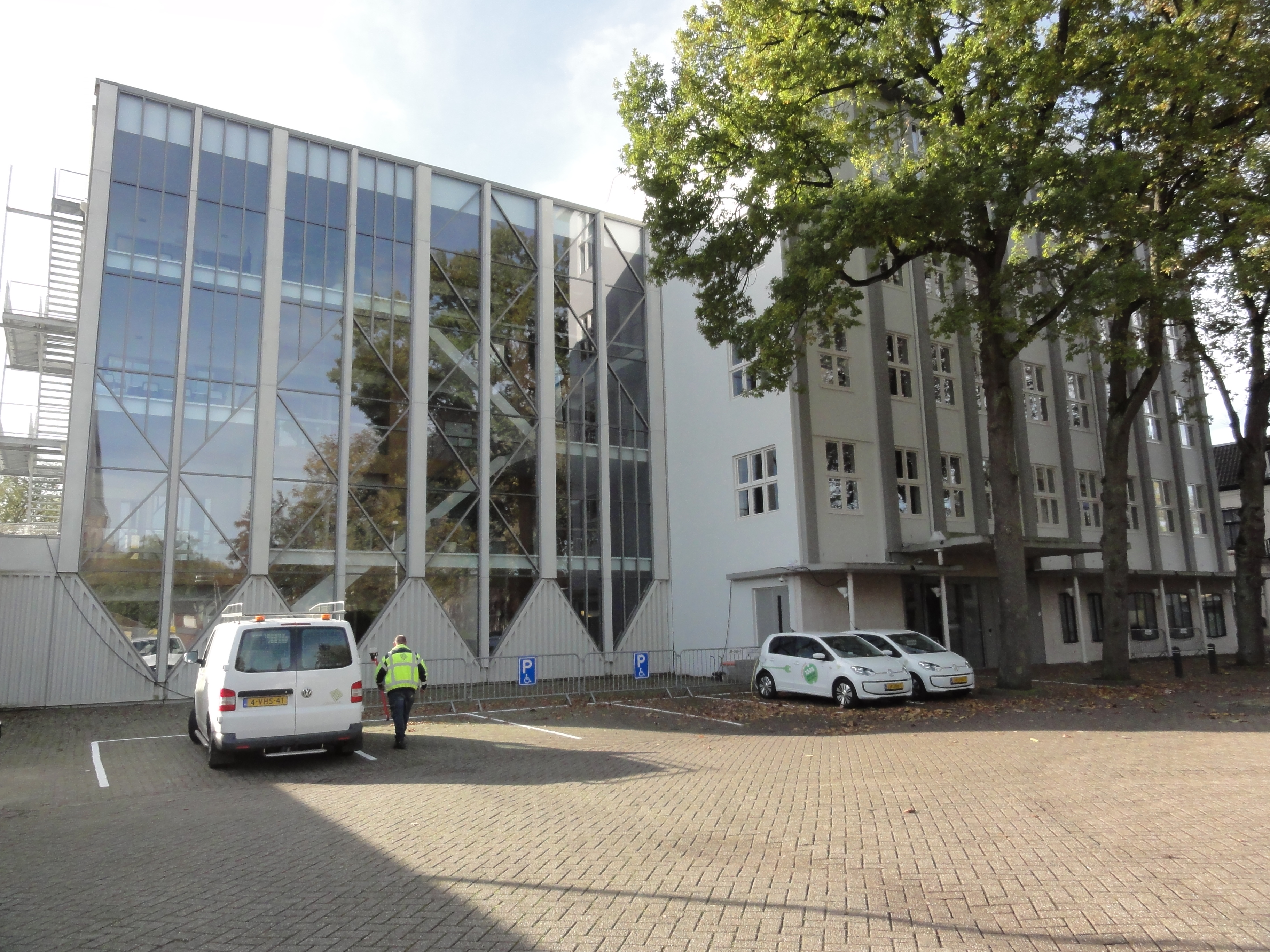
Turmac kantoorgebouw, nu gemeentehuis.
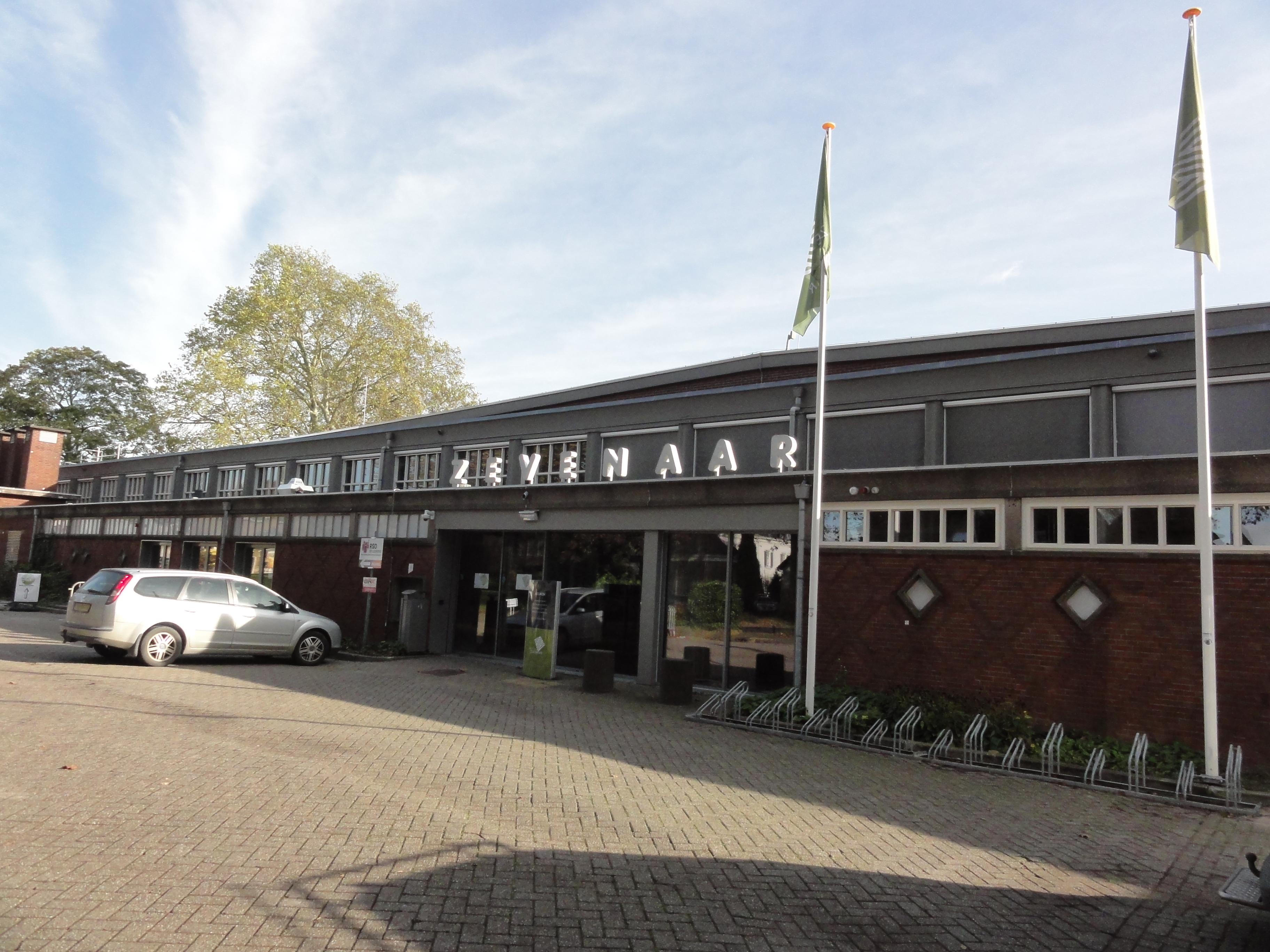
Turmac gebouw 12, nu Hal 12 met bibliotheek en andere culturele organisaties
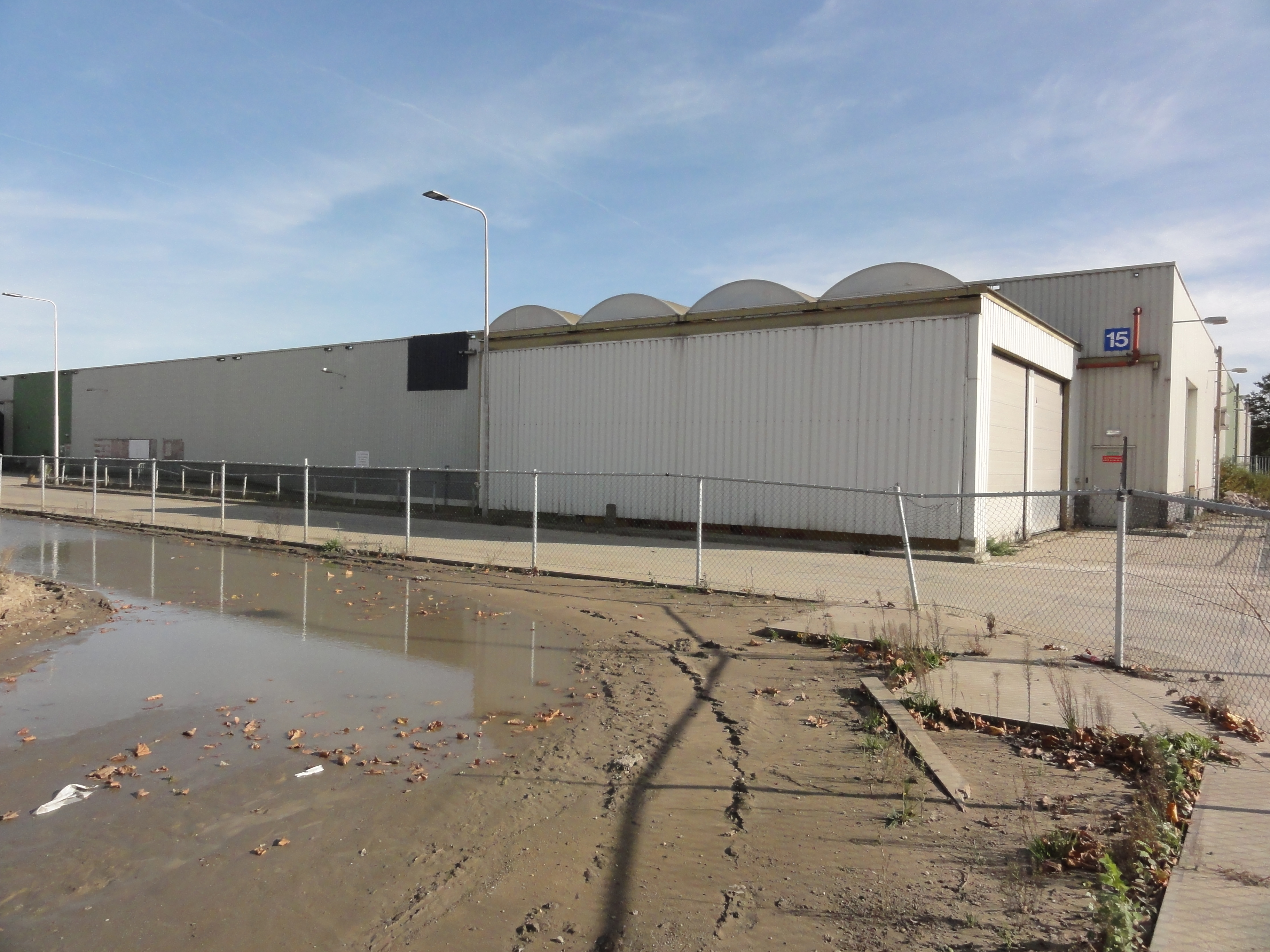
Gebouw 15 in 2019.
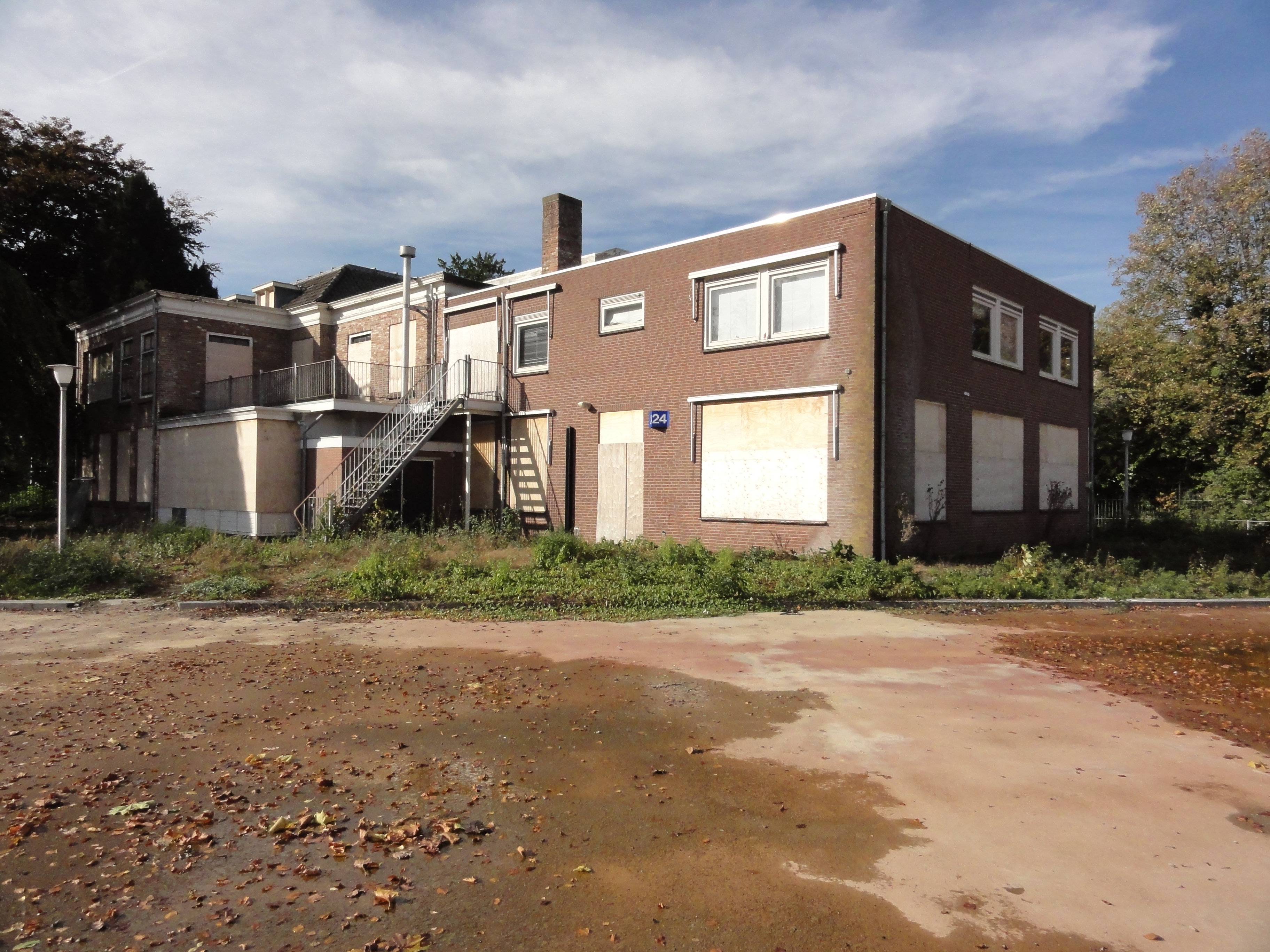
Gebouw 24 in 2019, met aan de voorzijde de havezate Mathena.
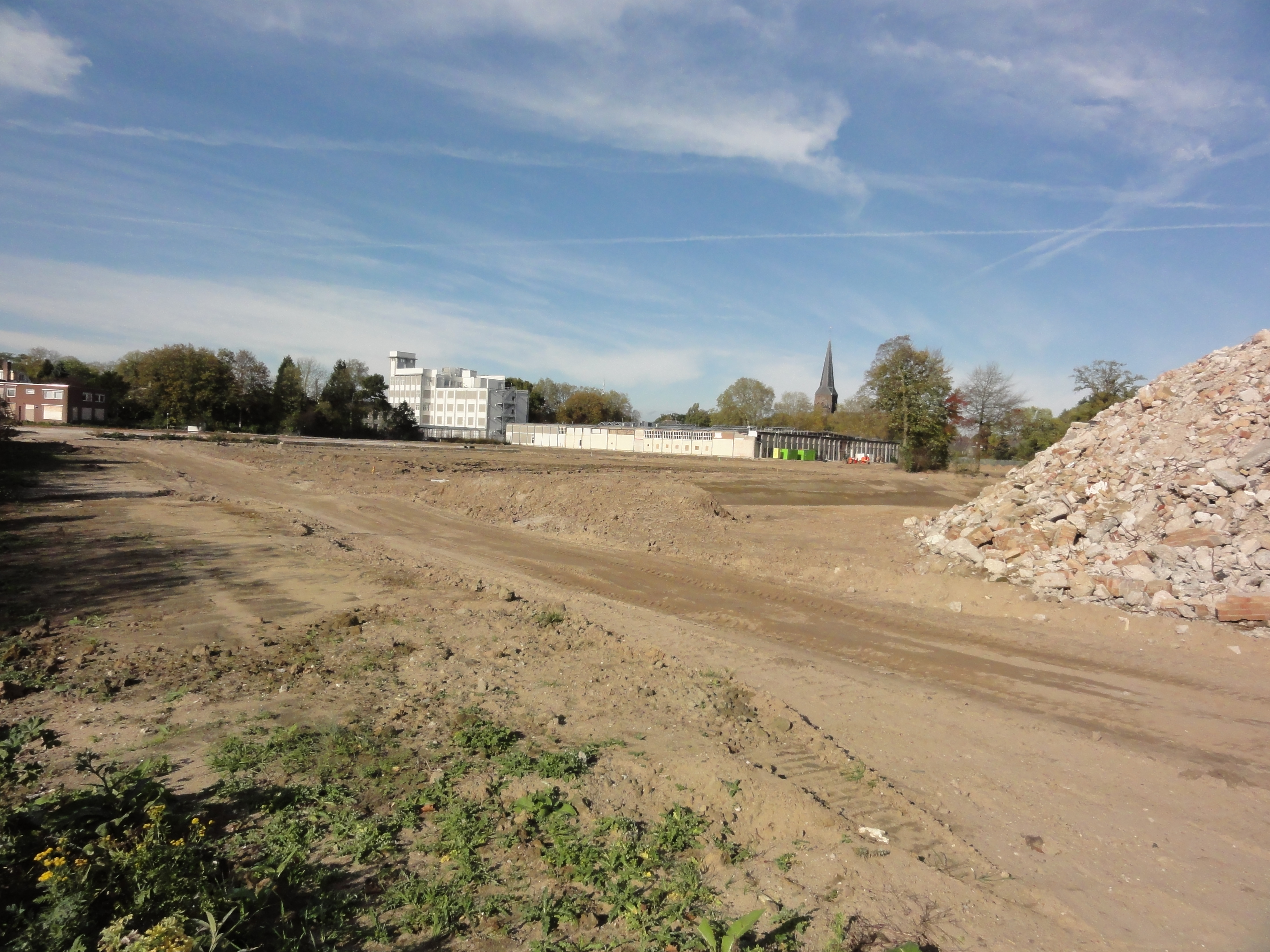
Het Turmac / BAT fabrieksterrein na sloop, bestemd voor huizenbouw (2019). Op de achtergrond gemeentehuis en Hal 12.
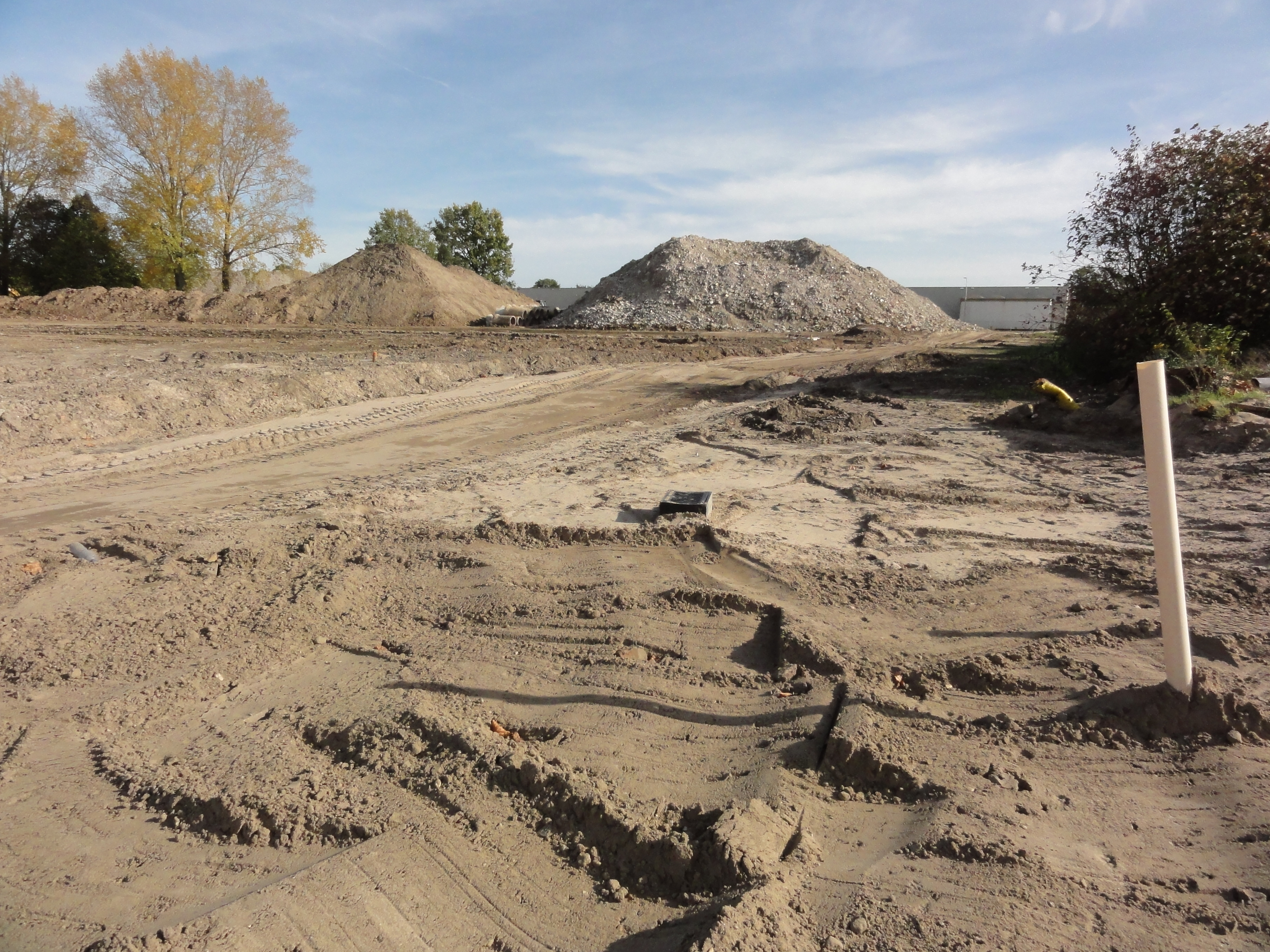
Het Turmac / BAT fabrieksterrein na sloop, bestemd voor huizenbouw (2019). Op de achtergrond gebouw 15.